# Bruno Schreiber
Bruno Schreiber (1. srpna 1930 Česká Lípa – 14. listopadu 2020 Basilej) byl český chemik, vynálezce a spisovatel žijící ve Švýcarsku.

## Životopis
Bruno Schreiber se narodil 1. srpna 1930 v České Lípě. V roce 1938 musela jeho rodina z pohraničí odejít a během 2. světové války bydlela ve Svaté Kateřině u Kolína. Během této doby nesměl Bruno Schreiber chodit do školy a nakonec byl internován v koncentračním táboře Terezín.
Po osvobození v roce 1945 se rodiče přestěhovali do Prahy. Zde vystudoval nejdříve gymnázium a poté studoval makromolekulární chemii u profesora Wichterleho na Vysoké škole chemicko-technologické. Po jejím absolvování pracoval v tomto oboru v Karviné a v Praze. Vyvinul, patentoval a předal do výroby první československé polyesterové a epoxidové lisovací hmoty. Na toto téma mu také v roce 1965 ve Státním nakladatelství technické literatury v Praze vyšla kniha Premixy – polyesterové a epoxidové lisovací hmoty. V roce 1967 mu byl na Slovenské vysoké škole technické v Bratislavě udělen doktorát.
V roce 1969 emigroval do Švýcarska. Pracoval zde dále ve svém oboru u firmy Ciba-Geigy AG v Basileji a během svého působení ve firmě patentoval řadu nových materiálů pro strojírenství, silno- a slaboproudou elektrotechniku, určených pro výrobu izolátorů, pro automobilový průmysl a polovodiče. V roce 1992 odešel do důchodu. Zemřel 14. listopadu 2020 v Basileji ve věku 90 let.

## Sbírka skla
Bruno Schreiber sbíral dlouhá léta starožitné umělecké sklo pocházející převážně z Čech. Svoji sbírku daroval v roce 2005 Muzeu Šumavy v Sušici a dalších deset let ji postupně doplňoval. Sbírka představuje vývoj skla od starověku do dnešní doby a je v muzeu ve stálé expozici veřejně přístupná. Bruno Schreiber se tak stal mecenášem České republiky a cenné sklo se vrátilo do země, odkud převážně pochází. Sbírka je popsána ve dvou česko-německo-anglických publikacích:
- Jitka Lněničková: Sbírka skla Bruno Schreibera, vydalo Muzeum Šumavy Sušice, Plzeň, 2006
- Jan Mergl: Sbírka skla Bruno Schreibera, díl 2, vydalo Muzeum Šumavy  Sušice, Plzeň, 2013

## Dílo
Svůj pohnutý život popsal Bruno Schreiber v knize, která vyšla původně německy: Nur kurz im Lager, Fouque Verlag, Frankfurt am Main  2012. V češtině vyšla pod názvem Život si nikdo nevybere v NLN Praha v roce 2014.
Dalším románem, který vyšel německy, je Rosmarie und ihre Männer (Rosmarie a její muži), vydaný nakladatelstvím Johannes Petri Verlag, Basel v roce 2015. V něm popisuje osud jedné dívky, která se chce stát biochemičkou. Tento sen si splní, ale při tom poznává, jak je těžké spojit tak náročnou kariéru s normálním životem ženy a s její touhou po vlastní rodině. Příběh začíná ve švýcarském Emmentalu, pokračuje v chemickém koncernu v Basileji a na universitě v Bostonu, odkud se hrdinka vrátí domů s nemanželským dítětem. Příběh končí opět v Emmentalu.